# Ganesh Haloi

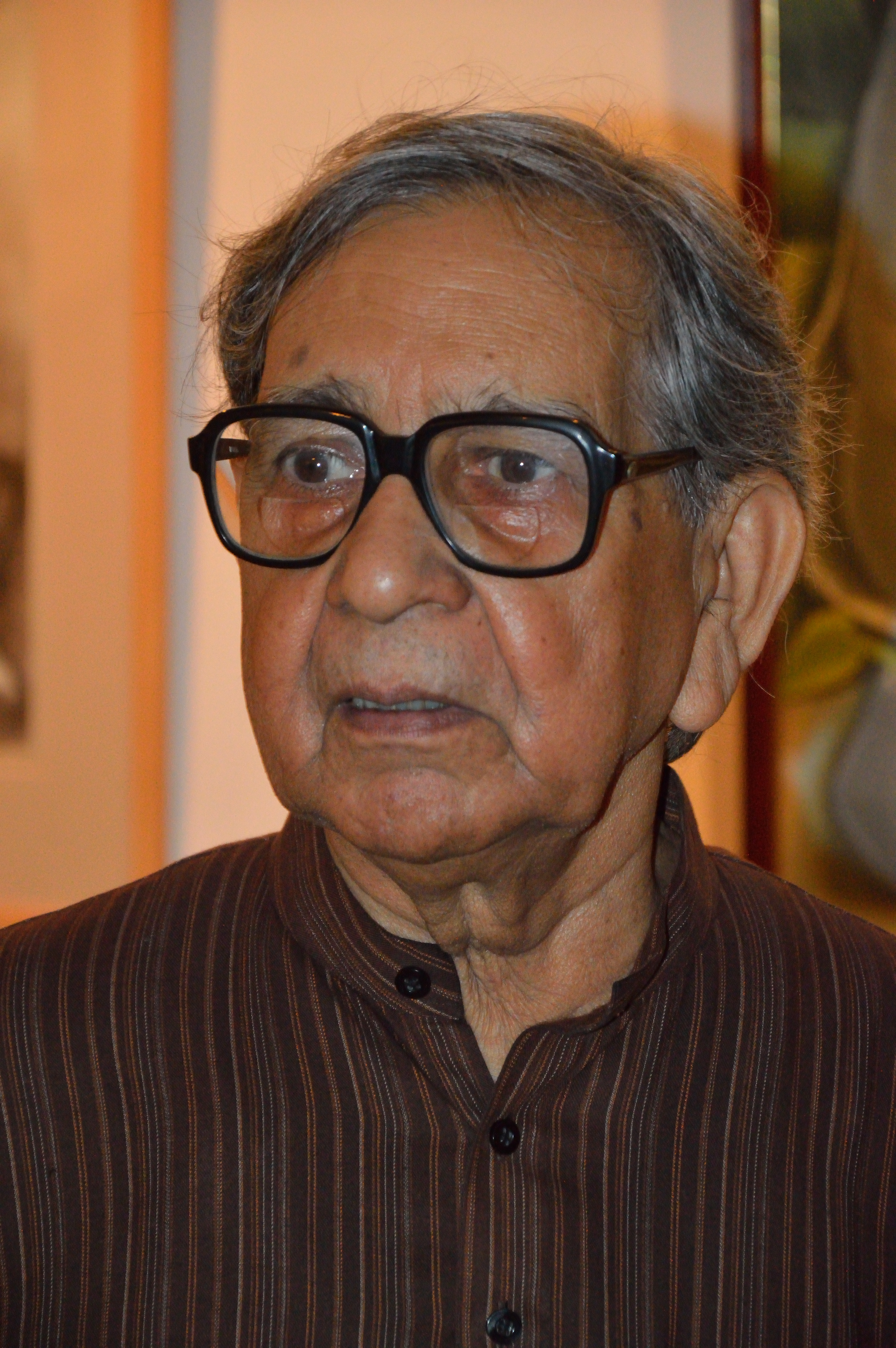
Ganesh Haloi (2012)

Ganesh Haloi (* 1936 in Jamalpur, Britisch-Indien) ist ein indischer Maler.

## Leben
Als Ganesh Haloi 1936 geboren wurde, gehörte sein Geburtsort Jamalpur zu Britisch-Indien, heute liegt er in Bangladesch in der Verwaltungseinheit (Division) Maimansingh. Bei der Teilung Indiens erfolgte auch die Teilung Bengalens 1947, und infolge davon befand sich Halois Heimat plötzlich im östlichen Landesteil Pakistans. 1950, drei Jahre nach der Teilung, mussten er und seine Familie die Heimat verlassen. Sie kamen zunächst in einem Flüchtlingscamp im indischen Bundesstaat Westbengalen unter und wurden dann zweimal in andere indische Nachbarstaaten weitergeschickt. 1951 zog Ganesh Haloi als Fünfzehnjähriger allein nach Kalkutta. Dort begann er eine künstlerische Ausbildung am Government College of Art and Craft, die er 1956 abschloss.
1957 trat er am Archaeological Survey of India eine Stelle als Senior Artist an und untersuchte und dokumentierte sechs Jahre lang die Wandmalereien der Ajanta-Höhlen. Von 1963 bis zu seiner Pensionierung lehrte er am Government College of Art and Craft. 1967 besuchte er eine Ausstellung moderner britischer Skulpturen, die ihn mit  reduzierter künstlerischer Formensprache und der Suche nach reinen Formen bekannt machte. Seit 1971 ist er Mitglied der indischen Society of Contemporary Artists.
Auf der documenta 14 im Sommer 2017 war Haloi in Athen und Kassel mit Papierarbeiten vertreten, in Athen zusätzlich mit zwei Bronzeskulpturen.
Haloi lebt und arbeitet in Kalkutta. Er besitzt eine umfangreiche Sammlung von Volkskunst und von Büchern zum Thema Kunst.

## Werk
Halois wichtigste Maltechnik ist Gouache auf Papier. 
Die intensive Beschäftigung mit den Malereien der Ajanta-Höhlen hinterließ Spuren in seinem künstlerischen Werk. Sie verfeinerte seine malerischen Fähigkeiten und inspirierten die Farbwahl seiner ersten Werke, die eine Ähnlichkeit mit den Pigmenten von Ajanta zeigt. Er begann als figurativer Maler mit Motiven der armen Landbevölkerung, unter anderem mit Porträts junger Kinder, die in zerschlissener Kleidung auf den Betrachter starren. Es folgten frühe Gemälde mit Felsformationen und Gesteinsschichten, die vom Stil des Kubismus beeinflusst sind.
Die Arbeiten seiner neuesten Schaffensperiode sind gewissermaßen eine abstrakte Variante der Landschaftsmalerei, wobei er Schichten unterschiedlicher erdiger Farbtönungen konstruiert. Diese Arbeiten haben einerseits die Strenge von Architekturzeichnungen, andererseits sind sie offen für Improvisationen, unter anderem mit gezackten Linien und Kringeln. Ihr konzeptuelles Vokabular ist von der buddhistischen Philosophie beeinflusst. Trotz der Nähe zur Stilrichtung der Abstrakten Malerei widersetzen sich Halois Werke einer klaren Einordnung in uns verfügbare Kategorien.
Die traumatischen Erlebnisse seiner Jugend, darunter die Hungersnot in Bengalen und die Entwurzelung aufgrund seiner Flucht, hatten einen prägenden Einfluss auf sein Werk. Seinen kontemplativen und heiteren Bildern, die im 21. Jahrhundert entstanden sind, sieht man es jedoch nicht unmittelbar an. In diesem Kontext sagte Haloi in einem Interview, dass man Schmerz nicht länger fühlt, wenn der Schmerz eine bestimmte Intensität erreicht hat.